# La Esperanza (Quetzaltenango)
La Esperanza – miasto w Gwatemali, w departamencie Quetzaltenango, położone kilka km na zachód od stolicy departamentu miasta Quetzaltenango. Miasto leży w rozległej kotlinie w górach Sierra Madre de Chiapas, na wysokości 2465 m n.p.m. Według danych szacunkowych w 2012 roku miejscowość liczyła 14 158 mieszkańców.

## Gmina La Esperanza
Miasto jest siedzibą władz gminy o tej samej nazwie, która jest jedną z 24 gmin w departamencie. Gmina w 2012 roku liczyła 28 748 mieszkańców. 
Gmina jak na warunki Gwatemali jest niewielka, a jej powierzchnia obejmuje 32 km². Ludność gminy utrzymuje się głównie z rolnictwa oraz usług i rzemiosła artystycznego. W rolnictwie dominuje  następnie uprawa kukurydzy, pozyskiwanie kauczuku naturalnego, uprawa pszenicy, fasoli i drzew owocowych.